# RKSV VOGIDO
RKSV VOGIDO is een Nederlandse amateurvoetbalclub uit de Overijsselse gemeente Enschede. De clubkleuren zijn zwart en blauw.
VOGIDO werd op 20 juni 1931 opgericht. Het acroniem staat voor "Voor Ons Genoegen Is Dit Opgericht. De club is gevestigd in de wijk 'Het Wooldrik'. Het standaardelftal komt uit in de Tweede klasse zondag van het KNVB-district Oost (vanaf seizoen 2017/18). Sinds augustus 2018 is Marcel Degenaar de eindverantwoordelijke hoofdtrainer.
VOGIDO is een toonaangevende, gastvrije en maatschappelijk betrokken voetbalvereniging in Enschede, sterk wijk georiënteerd en een openstaand karakter voor iedereen. Voor de leden staat plezier voorop. Verantwoordelijke en betrokken leden, vrijwilligers, supporters, sponsoren en arbitrage komen samen op een representatieve en veilige accommodatie waar zowel prestatief als recreatief kan worden gesport in een familiaire sfeer, waarbij sportiviteit en respect hoog in het vaandel staan.
- VOGIDO is een club die intern en extern georiënteerd is en onderscheidend wil zijn. Een plek waar je thuis kunt zijn. VOGIDO is meer dan alléén voetbal, het is een SAMEN gevoel, familiair van aard en er is ruimte voor persoonlijke ontwikkeling.

- Recreatie- en prestatie voetbal gaan hand in hand, beiden hebben elkaar nodig en dienen elkaar te versterken. VOGIDO kiest voor beide onderdelen.
- VOGIDO is goed georganiseerd en straalt gastvrijheid en professionaliteit uit. VOGIDO streeft ernaar om de juiste mensen op de juiste plek te hebben, een financieel gezonde organisatie te zijn, werkt aan en draagt een positief imago uit, onderneemt actieve communicatie, zorgt voor verbinding met de leden en neemt de maatschappelijke verantwoording die van een vereniging mag worden verwacht. Binnen de club is ruimte voor persoonlijke ontplooiing op alle denkbare niveaus.
- Onderscheidend zijn, maatschappelijk verantwoord, een goede opleiding met eigen voetbal academie, innovatie en vergaande digitalisering zijn actuele thema's waar de club mee aan de slag is. Het werk vereenvoudigen voor vrijwilligers is hierbij een belangrijk uitgangspunt. De club heeft een prachtige accommodatie voorzien van een modern clubgebouw met authentieke uitstraling, twee kunstgrasvelden en twee grasvelden. De accommodatie heeft een unieke kwalitatieve geluidsinstallatie (sinds 2014). Dit geeft een goede sfeer en is ideaal voor o.a. (na-)competitie, toernooien en bedrijfsevenementen. De aanleg van een speeltuin is gerealiseerd in 2017 en is breeduit toegankelijk voor allen. In 2020 krijgt het clubgebouw een prachtige facelift.

- Sinds 2016 beschikt VOGIDO over een ‘state of the art’ voetbal videoanalyse systeem op het hoofdveld, in samenwerking met 360SportIntelligence. Het systeem wordt ingezet voor technisch- tactische doeleinden, spelersontwikkeling, reflectie van gedrag en natuurlijk de funfactor voor de breedtesport. Naast het voetbal, is er een buitenschoolse opvang (BSO) en een intense samenwerking met Aveleijn (Aveleijn is een Twentse zorgorganisatie die mensen met een verstandelijke beperking helpt).
- Familiair, plezier, passie, gezelligheid, opleiden en prestatie zijn kenmerkende woorden voor 'het dorp' binnen de grote stad Enschede.

## Competitieresultaten 1941–2021
| 5 2A |

| 6 2A |

| 10 2A |

| 10 2A |

|  |

| 11 2A |

| 7 3B |

| 2 3B |

| 6 3B |

| 7 3A |

| 9 3A |

| 4 3A |

| 6 3A |

| 10 3A |

| 4 3A |

| 10 3A |

| 4 3A |

| 9 3A |

| 5 3A |

| 7 3A |

| 12 3A |

| 4 4A |

| 7 4A |

| 5 4A |

| 6 4A |

| 8 4A |

| 4 4A |

| 5 4A |

| 5 4A |

| 3 4A |

| 9 4A |

| 11 4A |

| 8 4A |

| 6 4A |

| 11 4A |

| 9 4A |

| 1 4A |

| 10 3A |

| 11 3A |

| 4 4A |

| 8 4A |

| 8 4A |

| 11 4A |

| 10 4A |

| 10 4A |

| 6 4A |

| 7 4A |

| 9 4A |

| 8 4A |

| 9 4A |

| 9 4A |

| 10 4A |

| 12 4A |

| 10 1A |

| 5 1A |

| 12 1A |

| 4 5A |

| 2 5A |

| 1 5B |

| 10 4A |

| 3 4A |

| 5 4A |

| 1 4A |

| 6 3A |

| 2 3A |

| 2 3A |

| 11 2J |

| 1 3A |

| 11 2J |

| 10 3A |

| 7 3A |

| 2 3A |

| 1 3A |

| 12 2J |

| 5 3A |

| 11 3A |

| 1 3A |

| 8 2J |

| 11 2J |

| 12 2J |

| Tweede klasse | Derde klasse | Vierde klasse | Vijfde klasse | Eerste klasse TVB |

In elke staaf van de grafiek staat van boven naar beneden vermeld: 
- Eindnotering

Dit is de positie die de club heeft bereikt in de competitie, zonder eventuele beslissings-, play-off- of nacompetitiewedstrijden die nodig zijn geweest om bijvoorbeeld de kampioen van de competitie te bepalen.
Indien een * achter het getal staat is de notering een tussenstand en kan het zijn dat de notering niet overeenkomt met de uiteindelijke eindstand van de competitie.
Staat er een - dan is het seizoen nog bezig en is er geen definitieve uitslag bekend.
Staat er xx op de positie van de notering, dan heeft de club vroegtijdig de competitie verlaten. Dit kan onder andere komen door terugtrekking van het team, faillissement van de club of door een uitgedeelde straf van de KNVB. In veel gevallen staat elders in het artikel de reden vermeld.
Staat er een ? dan is het resultaat uit het verleden onbekend, en is alleen de competitie of het niveau bekend van dat seizoen.
In de seizoenen 2019/20 en 2020/21 werd wegens de coronacrisis het amateurvoetbal afgebroken. Daardoor kennen deze staven geen eindklassering (middels -- weergegeven).
- Competitieniveau en afdelingsletter of Officiële eindstand Eredivisie
  - Competitieniveau en afdelingsletter

Hierbij geeft het getal het niveau weer, dat ook terug te vinden is in de legenda. De letter is de afdelingsaanduiding en wordt gebruikt wanneer er meer afdelingen zijn op hetzelfde niveau. De afdelingsletter is altijd een hoofdletter en wordt meestal zonder nummer gebruikt.
Voorbeeld: 2F is niveau 2e klasse competitie F.
Het competitieniveau en nummer wordt niet vermeld wanneer er slechts één competitie van dit niveau was.
  - Officiële eindstand Eredivisie (getal staat tussen haakjes vermeld)

Sinds de introductie van play-offwedstrijden voor Europees voetbal na afloop van de reguliere competitie in 2005/06, is de KNVB verplicht een eindstand van de Eredivisie door te geven aan de UEFA aan de hand van deze play-offwedstrijden.
Bij deze eindstand staan clubs die zich hebben gekwalificeerd voor Europees voetbal hoger dan clubs die zich niet wisten te kwalificeren. Indien er geen verschil was tussen de eindnotering en de officiële eindstand, staat dit getal niet vermeld.

- Onderafdeling

Hier staat afgekort de naam van de onderafdeling indien de club in dat jaar in een onderafdeling uitkwam. Tevens staat deze afkorting in de legenda en wordt gelinkt naar het artikel over deze onderafdeling. Deze afkorting wordt alleen vermeld wanneer de club in het verleden in verschillende onderafdelingen heeft gespeeld. Deze vermelding is in de staaf altijd in kleine letters. Deze onderafdelingen zijn na het seizoen 1995/96 afgeschaft. Heeft de club in slechts één onderafdeling gespeeld, dan is dit alleen terug te vinden in de legenda.
Onder de staaf staat het jaartal vermeld waarin het seizoen is afgesloten. 15 verwijst naar het seizoen 2014/15 of eventueel het seizoen 1914/15.
Wanneer een staaf leeg is, zijn deze gegevens niet bekend. Het kan ook zijn dat de club dat seizoen niet heeft meegespeeld op het hogere amateurniveau, vroegtijdig de competitie heeft verlaten of uit de competitie is gezet.

In het seizoen 1944/45 was er wegens de Tweede Wereldoorlog geen regulier competitievoetbal.

## Bekende (oud-)spelers
- André van Benthem
- Carmen Bleuming